# Церемонія нагородження
Церемо́нія нагоро́дження — кульмінаційна подія конкурсу, урочистий захід вручення нагороди переможцю конкурсу, змагань, або лауреату премії. 

## Перебіг
Церемонія нагородження відбувається по завершенню всіх заходів із визначення переможця. Як правило, у разі якщо церемонія присвячена не спортивним змаганням, тільки на церемонії нагородження імена переможців або лауреатів стають відомими громадськості, а перед цим, для збереження інтриги заходу, вони тримаються у таємниці.

## Різновиди
За звичаєм, церемонії нагородження тривають у вигляді шоу-програм, висвітлюються у ЗМІ та транслюються по телебаченню (залежно від рівня заходу). Церемонії нагородження звичайно відбуваються у вечірній час (початок о 19:00, або о 17:00, у разі якщо церемонія триває більше ніж 4 години), а гості цих заходів одягаються у формальні вечірні вбрання.